# Ronald Lee (Schriftsteller)
Ronald Lee (* 12. August 1934; † 25. Januar 2020) war ein kanadischer Roma-Autor, Linguist und Aktivist.

## Kindheit und Jugend
Lees Vater war ein Kalderaš aus Europa. Er emigrierte nach Kanada, wo er heiratete und den Namen seiner Frau annahm: Lee.
Lee wurde in Montreal geboren. Als Kind arbeitete er im Sommer mit seinem Onkel auf Jahrmärkten und Vergnügungsparks, im Herbst, Winter und Frühling besuchte er die Abendschule. Als er 18 war, begann er mit einer Kalderaš-Familie aus Europa zu reisen. Er lernte die Kupferschmiedearbeit. Später besuchte er Kurse in Journalismus und kreativem Schreiben.

## Erwachsenenalter
1965 begann er als Aktivist für die kanadischen Roma zu arbeiten. Er versuchte, durch die Kris Romani (Ältestenrat, internes Gericht der Kalderaš-Roma) ein besseres Verständnis zwischen Roma und Nicht-Roma zu erreichen, Vorurteile und falsche Bilder in den Medien zu bekämpfen und den Roma zu helfen, sich selbst zu vertreten. In den 1970er Jahren beteiligte er sich an der Hilfe für Romaflüchtlinge aus dem Ostblock und ab 1989 für Flüchtlinge, die in ihrer Heimat als Roma verfolgt worden waren und um Asyl ansuchten.
Am 5. Juli 1978 vertrat er gemeinsam mit Yul Brynner, Ian Hancock und John Tene die Internationale Roma Union vor den Vereinten Nationen mit dem Anliegen, als NGO anerkannt zu werden. Die Anerkennung erfolgte ein Jahr später.
1997 war er Mitbegründer des Roma Community and Advocacy Center Centre (Sitz in Toronto) an der Western Canadian Romani Alliance in Vancouver.
Ronald Lee unterrichtete an der Universität von Toronto.

## Schriften
- Goddam Gypsy. Tundra Books, Montreal / McClelland and Stewart, Toronto 1971.
  - deutsche Ausgabe: Verdammter Zigeuner. Beltz & Gelberg, Weinheim 1997, ISBN 3-407-78760-X.
- Learn Romani: Das-duma Rromanes. University of Hertfordshire Press, Hatfield 2005.